# Voják

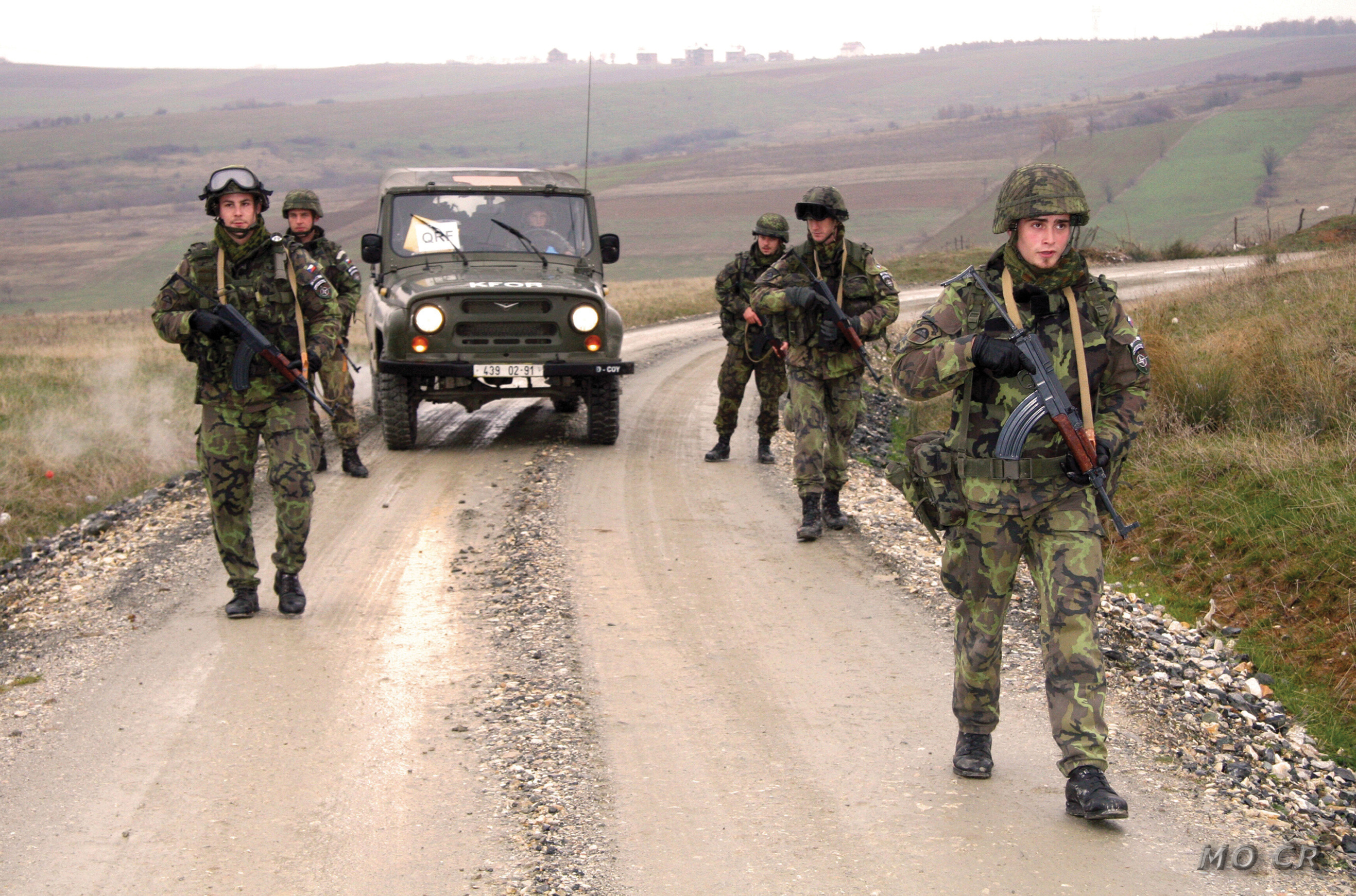
Čeští vojáci na hlídce v Kosovu

Voják je osoba, jež slouží ve vojsku buď za plný plat (žold) jako profesionální voják, případně je do vojska odveden, naverbován, v rámci branné povinnosti. Takoví vojáci jsou označováni jako branci a zpravidla je jejich plat nižší až symbolický. Oficiální výraz pro vojáka-ženu je vojákyně nebo vojačka, slovo vojačka původně mělo nižší (hovorový) stylistický příznak, jak jej popisuje Slovník spisovné češtiny, avšak zdá se, že jej postupně ztrácí.. Výraz vojanda je slangový a expresivní, evokující souvislost se slovy štramanda či fešanda. 

## Charakteristika
Vojsko, tvořené vojáky (mužstvem a důstojníky) se dělí na menší jednotky a je přísně hierarchicky dělené a řízené. Ačkoliv každý voják musí projít alespoň základním bojovým výcvikem, mnoho vojáků slouží v nebojových pozicích, například v administrativě, výzkumu nebo zásobování. Pro vojáky, kteří přestali sloužit v armádě se často používá označení veterán, ale někdy jsou takto nazývání i zkušení vojáci, kteří v armádě slouží již dlouhou dobu. Kromě toho jsou i vojáci mimo službu, v záloze, které má armáda k dispozici pro případ potřeby, zejména v rámci mobilizace. Ti jsou formou krátkodobých cvičení průběžně doškolováni a udržují si tak schopnost nastoupit k činné službě a mohou dostávat odměnu za pohotovost.

## Rozdělení
Pěchota (infanterie)obvykle nejpočetnější součást armád. Dnes se jednotky často přesunují pomocí vozidel, ale v boji se vojáci pohybují pěšky.
Jízda (kavalerie)vojáci, jež se pohybují a bojují na hřbetu koně. Dnes lze přeneseně použít i na vojáky bojující ve vozidlech (například tankisté).
Dělostřelectvo (artilerie)vojáci obsluhující děla, slouží k ničení nepřátelských cílů na větší vzdálenosti
Ženisté (sapéři)zajišťují konstrukci provizorních staveb, například mostů přes řeku, zákopů. Typicky mají v popisu práce i demolice, pokládání min a výbušnin, nebo naopak jejich odstraňování.
Zdravotníciposkytují lékařskou pomoc raněným v bitvě.
Specialisténa obsluhu složitějších zbraní a zařízení, jako například odstřelovači, návodčí, obsluha radaru apod.
Spojařizajišťují technické spojení mezi velením a vojskem nebo mezi jednotlivými velitelstvími